# Yttre Dammiträsket
Yttre Dammiträsket är en sjö i Överkalix kommun i Norrbotten och ingår i Kalixälvens huvudavrinningsområde.